# 東田中駅 (茨城県)
東田中駅（ひがしたなかえき）は、かつて茨城県石岡市東光台三丁目にあった、鹿島鉄道鹿島鉄道線の駅（廃駅）である。2007年（平成19年）4月1日、鹿島鉄道線の廃線に伴い廃止となった。

## 歴史
- 1924年（大正13年）6月8日：鹿島参宮鉄道の駅として開業[2]。
- 1965年（昭和40年）6月1日：鹿島参宮鉄道と常総筑波鉄道が合併して関東鉄道が発足、同社鉾田線の駅となる[3]。
- 1979年（昭和54年）4月1日：鉾田線が鹿島鉄道に分社化、鹿島鉄道線の駅となる[3]。
- 2007年（平成19年）4月1日：廃止[3]。

## 駅構造

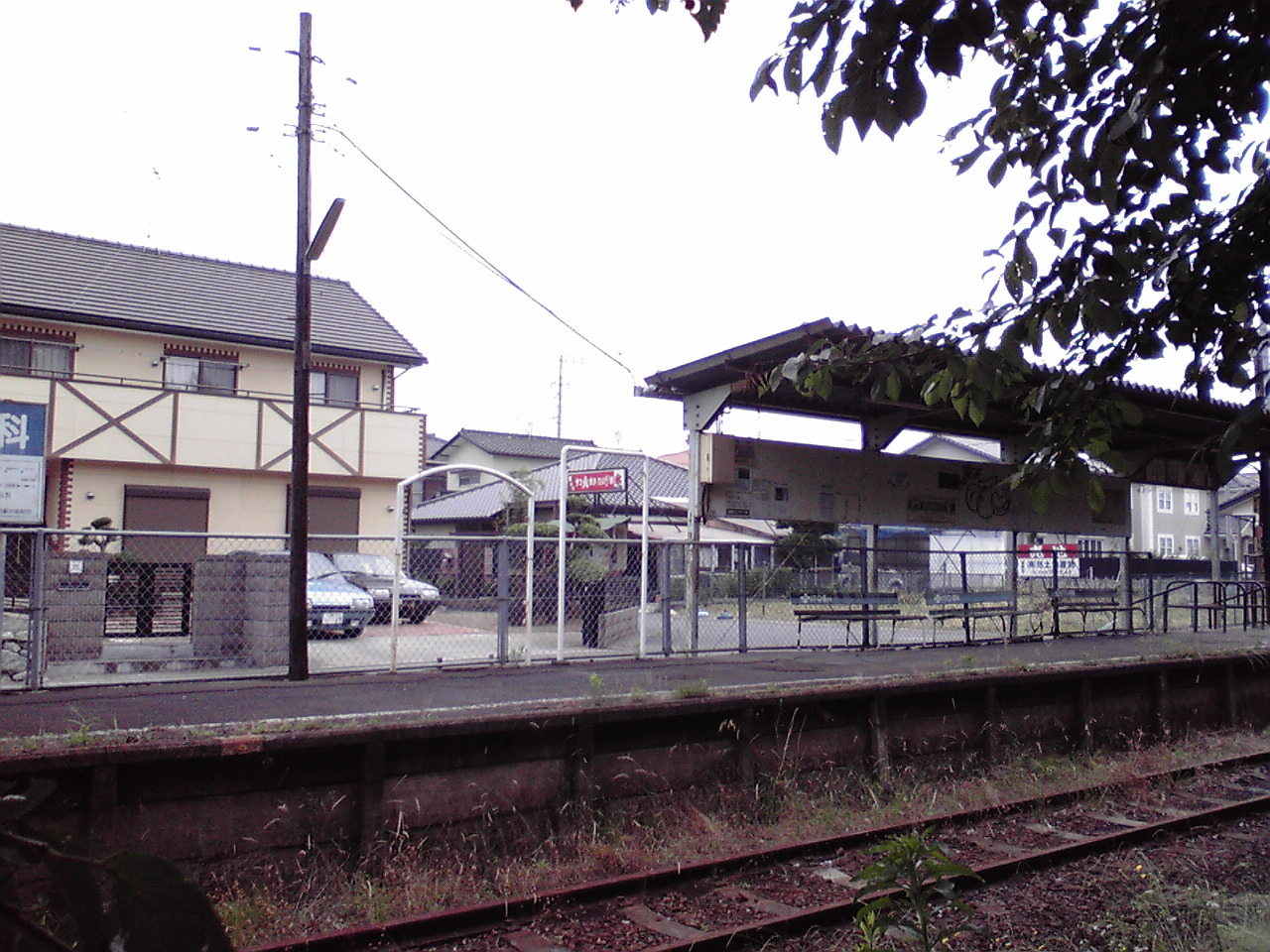
ホーム（2009年6月）

単式ホーム1面1線を有する地上駅。線路はほぼ東西に走りホームはその北側に設けられていた。無人駅で駅舎はないが、ホーム上には入口と一体化した簡易な屋根付きの待合所があった。改札の柵も設置され、通学時は改札が行われることがあった。

## 駅周辺
石岡市郊外の住宅街に位置し、駅の南側に石岡市石岡運動公園が隣接。駅の北西200メートル足らずの国道355号手前に茨城県立石岡商業高等学校があり、当駅も高校生に利用された。国道355号線沿いにはロードサイド型店舗が立地する。
- 石岡市石岡運動公園
- 茨城県立石岡商業高等学校
- 常陽銀行
- 水戸信用金庫
- 茨城県信用組合
- カインズホーム
- ベイシア

## 現況
バス専用道化工事によって、ホーム等は全て撤去された。2010年（平成22年）8月30日にはかしてつバスの専用道が開通し、駅跡地にバス停留所が開業している。

## 隣の駅
鹿島鉄道
■鹿島鉄道線
石岡南台駅 - 東田中駅 - 玉里駅